# Daimler R.II
Die Daimler R.II war ein Riesenflugzeug der Daimler-Motoren-Gesellschaft aus dem Jahr 1915.

## Geschichte
Die Daimler R.II war ein weiterer Riesenflugzeug-Entwurf der Daimler-Motoren-Gesellschaft, den Karl Schopper aus der Union G.I 1915 ableitete. Anders als bei der Daimler G.I mit invertierten Motoreinbauten sah Schopper bei der Daimler R.II einen konventionellen Motoreinbau vor. Der Erstflug der Daimler R.II (ab 1916 Daimler G.II) fand im November 1916 statt. Während der Flugerprobung bei der DMG traten mehrfach Motorprobleme auf. Ähnlich wie bei der Daimler R.I/G.I war das Flugverhalten der Daimler R.II unbefriedigend. Die Maschine wurde bei einem Startabbruch am 13. April 1917 schwer beschädigt. Auf eine Instandsetzung wurde verzichtet.

## Technische Daten
| Kenngröße             | Daimler R.II             |
| --------------------- | ------------------------ |
| Besatzung             |                          |
| Rumpflänge            |                          |
| Rumpfhöhe             |                          |
| Spannweite            |                          |
| Flügelfläche          |                          |
| Höchstgeschwindigkeit |                          |
| Reichweite            |                          |
| Leermasse             |                          |
| Startmasse            |                          |
| Triebwerke            | 4 × 160 PS Daimler D.III |